# Santa María del Tiétar
Santa María del Tiétar è un comune spagnolo di 407 abitanti situato nella comunità autonoma di Castiglia e León.